# Ольшова-Домброва
Ольшова-Домброва (пол. Olszowa Dąbrowa) — село в Польщі, у гміні Стромець Білобжезького повіту Мазовецького воєводства.
Населення — 141 особа (2011).
У 1975-1998 роках село належало до Радомського воєводства.

## Демографія
Демографічна структура станом на 31 березня 2011 року:
|          | Загалом | Допрацездатний вік | Працездатний вік | Постпрацездатний вік |
| -------- | ------- | ------------------ | ---------------- | -------------------- |
| Чоловіки | 70      | 13                 | 51               | 6                    |
| Жінки    | 71      | 19                 | 36               | 16                   |
| Разом    | 141     | 32                 | 87               | 22                   |